# Квинтсекстаккорд
Квинтсекстакко́рд — аккорд, состоящий из четырёх звуков, первое обращение септаккорда с терцией в основании. Назван по интервалу квинте, образованной первым и третьим снизу звуками, и сексте, образованной из крайних звуков аккорда.
Сокращённо квинтсекстаккорд обозначается буквой, указывающей вид аккорда или его ладовое положение, и цифрами {\displaystyle {}_{5}^{6}}, например, доминантовый квинтсекстаккорд обозначается как {\displaystyle {D}_{5}^{6}}.
Пример квинтсекстаккорда от «си» — си – ре – фа – соль.